# باشگاه فوتبال اونس دپورتیوو
باشگاه فوتبال اونس دپورتیوو یک باشگاه فوتبال حرفه‌ای اهل السالوادور است که در اهواچوپان، السالوادور واقع شده است. این باشگاه در ۲۰ ژوئیه ۲۰۱۹ تأسیس شد و بازی‌های خانگی خود را در ورزشگاه سیمئون ماگانیا انجام می‌دهد.